# 331 (tal)
331 är det naturliga talet som följer 330 och som följs av 332.

## Inom vetenskapen
- 331 Etheridgea, en asteroid.

## Inom matematiken
- 331 är ett udda tal
- 331 är ett primtal
- 331 är ett defekt tal
- 331 är ett centrerat pentagontal
- 331 är ett centrerat hexagontal
- 331 är ett lyckotal